# Septembre 2014
Septembre 2014 est le 9e mois de l'année 2014.

## Évènements
- 2 septembre :
  - le journaliste américain Steven Sotloff enlevé à Alep en Syrie en 2013 et détenu par des djihadistes de l'État islamique est tué par décapitation[1].
  - le mandat de Iolu Abil prend fin ; le président du Parlement Philip Boedoro devient président du Vanuatu par intérim dans l'attente de l'élection d'un nouveau président.
- 4 septembre : le secrétaire d'État chargé du Commerce extérieur, du Développement du tourisme et des Français de l'étranger Thomas Thévenoud démissionne pour « des retards de déclaration et de paiement au fisc » et est remplacé par le député du Lot-et-Garonne Matthias Fekl.
- 4 et 5 septembre : sommet de l'OTAN à Newport, Royaume-Uni.
- 5 septembre :
  - un cessez-le-feu dans l'Est de l'Ukraine (guerre du Donbass) est signé à Minsk[2].
  - le président de la Polynésie française Gaston Flosse est démis de ses fonctions après une condamnation définitive pour corruption. Le vice-président, Nuihau Laurey, devient président par intérim.
- 8 septembre : le Parlement Irakien approuve le nouveau gouvernement de Haïder al-Abadi[3].
- 9 septembre : choisi par le Conseil européen le 30 août dernier pour succéder à Herman Van Rompuy comme président du Conseil européen, Donald Tusk démissionne de son poste de premier ministre de Pologne.
- 12 septembre :
  - mort de Ian Paisley, ancien Premier ministre d'Irlande du Nord et unioniste, adversaire résolu de l'unification de l'Irlande[4].
  - Édouard Fritch est élu président de la Polynésie française, succédant ainsi à Gaston Flosse.
- 13 septembre : l'humanitaire britannique David Haines, enlevé en 2013 et détenu par des djihadistes de l'État islamique, est tué par décapitation[5].
- 14 septembre :
  - élections générales en Suède, le parti social-démocrate est en tête ;
  - élections législatives régionales dans le Brandebourg et en Thuringe (Allemagne).
- 15 septembre : un naufrage au large de la Libye provoque la mort d'au moins cinq-cents migrants.
- 16 septembre : Gaston Flosse est déchu de son mandat de sénateur par le Conseil constitutionnel à la demande de la ministre de la Justice Christiane Taubira, après sa condamnation définitive pour corruption.
- 17 septembre : élections législatives aux Fidji. Le parti Fidji d'abord du premier ministre Voreqe Bainimarama remporte les élections à une écrasante majorité.
- 18 septembre :
  - référendum sur l'indépendance de l'Écosse, le Non l'emporte avec 55,3 % des voix.
  - le professeur de droit Miro Cerar, novice en politique devient le nouveau président du gouvernement de la Slovénie après avoir remporté les législatives du 13 juillet. Il succède à Alenka Bratušek.
  - sur fond de rivalité pour l'élection présidentielle ougandaise de 2016, le président de l'Ouganda Yoweri Museveni limoge son premier ministre Amama Mbabazi et le remplace par le ministre de la Santé Ruhakana Rugunda.
- 19 septembre : le confinement de la population de Sierra Leone durant 3 jours commence, après la décision du président Ernest Bai Koroma prise le 6 septembre[6] pour essayer d'endiguer l'épidémie d'Ebola qui sévit dans son pays ayant tué 562 personnes.
- 20 septembre : élections législatives en Nouvelle-Zélande, le Parti national conserve la majorité relative des sièges.
- 22 septembre :
  - Découverte de la comète C/2014 S3 (PANSTARRS).
  - Élection générale dans la province canadienne du Nouveau-Brunswick.
  - La présidente de la Diète Ewa Kopacz devient la 2e femme présidente du Conseil des ministres de Pologne après la démission de Donald Tusk élu le 30 août dernier président du Conseil européen.
  - Le prêtre anglican, le père Baldwin Lonsdale est élu président du Vanuatu et entre en fonction le jour même. Il succède au président intérimaire Philip Boedoro.
  - Début des opérations aériennes de la coalition internationale en Syrie.
- 24 septembre : le guide de haute montagne français Hervé Gourdel, enlevé le 21 septembre dans les environs de Tikjda en Algérie alors qu'il effectuait une randonnée et détenu par le groupe armé des Soldats du califat lié à l'État islamique, est tué par décapitation[7].
- 27 septembre : le mont Ontake, stratovolcan japonais, entre brutalement en éruption, provoquant plus de trente morts et de nombreux blessés.
- 28 septembre : élections sénatoriales en France, la droite retrouve la majorité au Sénat.
- 29 septembre : Ashraf Ghani devient président de la République d'Afghanistan et Abdullah Abdullah, premier ministre.

## Sources
1. ↑  LeMonde.fr, 2 septembre 2014
2. ↑  LeMonde.fr, 5 septembre 2014
3. ↑  LeMonde.fr, 8 septembre 2014
4. ↑  Annonce du décès sur la BBC
5. ↑  LeMonde.fr, 14 septembre 2014
6. ↑  LeMonde.fr, 19 septembre 2014
7. ↑  LeMonde.fr, 24 septembre 2014